# Bythaelurus dawsoni
Bythaelurus dawsoni és una espècie de peix de la família dels esciliorrínids i de l'ordre dels carcariniformes.

## Morfologia
- Els mascles poden assolir 45 cm de longitud total.[1][2]

## Hàbitat
És un peix marí que viu entre 50-1.200 m de fondària.

## Distribució geogràfica
Es troba a Nova Zelanda.